# Ященко Олександр Семенович
Олександр Семенович Ященко (нар. 24 лютого [8 березня] 1877, Ставрополь, Російська імперія — пом. 10 червня 1934, Берлін, Німеччина) — російський юрист, правознавець, філософ, журналіст, бібліограф.

## Ранні роки
Народився у сім'ї чиновника. З відзнакою закінчив класичну гімназію у Ставрополі (1895). Вступив до Московського університету: спочатку на математичний факультет, а згодом перейшов на юридичний, який закінчив у 1900 році. У студентські роки відвідував літературний салон В. О. Морозової і був знайомий із Ю. Балтрушайтісом, В. Я. Брюсовим, Г. І. Чулковим.
У 1905 році виїхав на два роки у закордонне відрядження з метою завершення роботи над магістерською дисертацією. Окрім наукових занять, писав замітки для ліберальних видань «Століття» і «Русские ведомости». Після повернення з Парижа до Москви, став приват-доцентом університету: читав лекції (1907—1908), а в грудні 1908 захистив магістерську дисертацію у галузі міжнародного права — "Міжнародний федералізм. Ідея юридичної організації людства у політичних навчаннях до кінця XVII століття ". З 1909 року Ященко був приват-доцентом, а потім екстраординарним професором кафедри енциклопедії та філософії права Юр'ївського університету, поєднуючи викладацьку діяльність із написанням докторської дисертації «Теорія федералізму. Досвід синтетичної теорії права і держави». Захист цієї наукової праці відбувся пізніше, 1 лютого 1913 року, в alma mater вченого — Московському університеті.
З 1911 по 1917 роки О. С. Ященко викладав на кафедрі енциклопедії та історії права Петербурзького університету, будучи приват-доцентом і екстраординарним професором юридичного факультету. Вільний час він нерідко проводив у колі друзів — відомих діячів літератури і мистецтва, зокрема письменників О. М. Толстого і Ф. К. Сологуба, поета О. О. Блока, актриси Л. Б. Яворської (Барятинської) та інших. У 1917 році він входив до числа літераторів і філософів, об'єднаних московським журналом «Народоправство».
Підготував ґрунтовну працю «Російська бібліографія з філософії і релігії від початку писемності і до наших днів», фрагмент якої опубліковано у «Вчених записках Імператорського Юр'ївського університету» (1915).
У 1917—1918 роках — ординарний професор на кафедрі міжнародного права у Пермському університеті.

## Еміграція
Навесні 1919 року його включили до складу першої радянської делегації у Берліні як експерта з міжнародного права. Не поділяючи позицію більшовиків, Ященко відмовився повертатися з делегацією до Радянської Росії і став одним із перших «невозвращенцев». У Берліні зблизився з В. Б. Станкевичем, став одним із дієвих учасників його групи «Мир і праця», а в його журналі «Життя» публікував статті суспільно-політичного спрямування. На суспільно-політичні та літературні теми виступав у газеті «Голос Росії» і журналі під редакцією Б. С. Оречкіна «Російський емігрант».
У 1921 році у Берліні почав видавати журнал «Російська книга», який у 1922 перетворено на журнал «Нова російська книга». Мета журналу полягала в тому, щоб збирати і об'єднувати відомості про російську і закордонну видавничу та літературну діяльності, створюючи свого роду інформаційний канал, що з'єднує російський друк зарубіжжя і вітчизни. Активний учасник утвореного в Берліні «Будинку мистецтв» (1921). Співпрацював у прорадянській зміновіхівській газеті «Напередодні», редагував її додаток «Іноземне життя». Працював у німецькому видавництві «Taurus», готував до видання двомовні словники.

## Литва
З осені 1924 року, призначений ординарним професором юридичного факультету Литовського університету в Каунасі і завідувачем кафедрою міжнародного права, оселився у Литві. У литовському університеті читав курси міжнародного права, міжнародного приватного права і міжнародного економічного права. У 1926 — 1927 роках опублікував кілька статей, які коментують торгові угоди Литви, в урядовій газеті «Lietuva» («Литва»). Статті з міжнародних відносин поміщав у журналі Vairas («Кермо», 1929–1930). Видав литовською мовою кілька праць з міжнародного права. У 1932 році зустрічався в Берліні з О. М. Толстим.

## Твори
- Ященко О. С. Міжнародний федералізм. Ідея юридичної організації людства в політичних повчаннях до кінця XVII століття. — М., 1908. (Магістерська дисертація)
- Ященко О. С. Теорія федералізму. Досвід синтетичної теорії права та держави. — Юрьєв, 1912. (дисертація)
- Російські інтереси в Малій Азії [Архівовано 22 березня 2020 у Wayback Machine.] — Москва, 1916. — 54 с.